# Henning Prüfer
Henning Prüfer (ur. 4 lutego 1996) – niemiecki lekkoatleta specjalizujący się w pchnięciu kulą oraz rzucie dyskiem.
W 2013 został wicemistrzem świata juniorów młodszych w pchnięciu kulą oraz w rzucie dyskiem. Rok później startował na mistrzostwach świata juniorów w Eugene, podczas których zdobył srebro w rzucie dyskiem, a w finale konkursu pchnięcia kulą zajął 11. miejsce. Brązowy medalista konkursu rzutu dyskiem podczas juniorskich mistrzostw Europy (2015).
Rekord życiowy: rzut dyskiem – 64,94 (22 maja 2021, Neubrandenburg).

## Osiągnięcia
| Rok  | Impreza                               | Miejsce    | Konkurencja    | Pozycja           | Wynik |
| ---- | ------------------------------------- | ---------- | -------------- | ----------------- | ----- |
| 2013 | Mistrzostwa świata juniorów młodszych | Donieck    | pchnięcie kulą | 2. miejsce        | 21,94 |
| 2013 | Mistrzostwa świata juniorów młodszych | Donieck    | rzut dyskiem   | 2. miejsce        | 65,62 |
| 2014 | Mistrzostwa świata juniorów           | Eugene     | pchnięcie kulą | 11. miejsce       | 19,01 |
| 2014 | Mistrzostwa świata juniorów           | Eugene     | rzut dyskiem   | 2. miejsce        | 64,18 |
| 2015 | Mistrzostwa Europy juniorów           | Eskilstuna | rzut dyskiem   | 3. miejsce        | 64,18 |
| 2017 | Puchar Europy w rzutach               | Las Palmas | rzut dyskiem   | 6. miejsce (U-23) | 57,03 |